# Cratere Tibbald
Tibbald è un cratere sulla superficie di Giapeto.